# Meek Mill
Robert Rihmeek Williams (Philadelphia, 6 mei 1987), beter bekend onder zijn artiestennaam Meek Mill, is een Amerikaanse rapper.

## Carrière
Meek Mill richtte in 2003 samen met drie vrienden een rapgroep op, genaamd The Bloodhoundz. De groep bracht tussen 2003 en 2007 vier mixtapes uit. 
In 2008 bracht Meek Mill zijn vierde mixtape Flamers 2: Hottest in tha City uit, die de promotiesingles "I'm So Fly," "Prolli," en "Hottest in the City" bevatte. Na de release van Flamerz 2, trok Meek Mill de aandacht van Charlie Mack, de oprichter en directeur van 215 Aphillyated Records die hem een contract aanbood bij zijn platenlabel. In dat zelfde jaar, had Meek Mill ook een ontmoeting met de oprichter en eigenaar van Grand Hustle Records, rapper T.I.. die hem ook een contract aanbood, dat hij besloot aan te nemen. Meek Mill zat tot 2010 onder contract bij Grand Hustle Records. Vanaf februari 2010 behoort hij tot het platenlabel Maybach Music Group(MMG). 
Zijn eerste album, genaamd Dreams and Nightmares, kwam binnen op nummer 2 in de US Billboard 200. De hits op zijn album zijn "Amen", "Burn" en "Young & Gettin' it". Meek Mill verscheen ook op MMG's Self Made compilatiereeks, met zijn debuutsingle "Tupac Back" en zijn tweede single "Ima Boss".

## Criminaliteit
In 2008 werd Williams gearresteerd wegens drugs dealen en illegaal wapenbezit, waarvoor hij door Genece Brinkley werd veroordeeld tot een gevangenisstraf van 11 tot 23 maanden. Hij werd eind 2009 vervroegd vrijgelaten. Hierdoor zat hij een totaal van 8 maanden vast. 
In 2012 werd Meek schuldig bevonden aan een schending van deze straf toen hij weigerde zijn auto te laten doorzoeken door politieagenten en werd gearresteerd. De rechter trok daaropvolgend Meeks reisvergunning in. 
Op 19 juli 2014 werd Mill voor de tweede keer na zijn veroordeling gearresteerd, omdat hij de voorwaarden van zijn invrijheidstelling leek te schenden. Meek werd veroordeeld tot een celstraf van 3 tot 6 maanden, wat voor veel publieke verontwaardiging zorgde. Hij werd vrijgelaten op 2 December 2014.
Op 6 november 2017 werd Meek opnieuw gearresteerd, nadat er op sociale media een filmpje opdook van de rapper die een wheelie trok in de New Yorkse straten op zijn motor. De rechter zag de beelden en bevond hem opnieuw schuldig aan een schending van zijn proeftijd voor een vechtpartij op een vliegveld en voor het roekeloos rijden op zijn motor.
Meek werd veroordeeld tot een gevangenisstraf van twee tot vier jaar.
Hij werd vrijgelaten op 24 april 2018.

## Discografie

### Studioalbums
- Dreams and Nightmares — 30 oktober 2012
- Dreams Worth More Than Money — 29 juni 2015
- Wins and Losses — 21 juli 2017
- Championships — 30 november 2018
- Expensive Pain -  1 oktober 2021

### Mixtapes
- Steven Gerard — 24 augustus 2008
- Flamers 2: Hottest In Tha City — 24 februari 2009
- Flamers 2.5: The Preview — 13 oktober 2009
- Flamers 3: The Wait Is Over — 12 maart 2010
- Mr. Philadelphia — 25 augustus 2010
- Dreamchasers — 11 augustus 2011
- Dreamchasers 2 — 7 mei 2012
- Dreamchasers 3 — 29 september 2013
- Dreamchasers 4 — 27 oktober 2016

Op 26 oktober 2012 kondigde Meek Mill aan dat hij zijn eigen label zou gaan oprichten: Dream Chasers Records. Dat heeft vijf artiesten.
- Gemeinsame Normdatei: 1030402620
- International Standard Name Identifier: 0000 0003 8169 2768
- Library of Congress Control Number: no2012124711
- MusicBrainz: 31bcadcc-e1da-4cad-bec8-2f4f1d41b095
- Virtual International Authority File: 261877845
- WorldCat: E39PBJdx4fdjD4r77qcYGjmPQq